# Christer Jonsson
Claes Yngve Christer "Bonzo" Jonsson, född 20 november 1943 i Solna församling, död 11 april 1989 i Skarpnäcks församling, var en svensk skådespelare och teletekniker.
Jonsson började som amatörskådespelare, och lärde sig skådespelaryrket via samarbetet med Jan Halldoff. Han avled genom en olyckshändelse där han föll ner för en trappa och slog i huvudet.Jonsson är begravd på Skogskyrkogården i Stockholm.

## Filmografi
- 1970 – Rötmånad
- 1972 – Firmafesten
- 1973 – Ska vi hem till dig... eller hem till mig... eller var och en till sitt?
- 1973 – Anita - ur en tonårsflickas dagbok
- 1973 – Bröllopet
- 1975 – En kille och en tjej
- 1976 – Mina drömmars stad
- 1976 – Polare
- 1977 – Semlons gröna dalar (TV-serie)
- 1977 – 91:an och generalernas fnatt
- 1978 – Bomsalva
- 1978 – Harry H. (TV-serie)
- 1979 – Jag är med barn
- 1980 – Blomstrande tider
- 1980 – Lämna mig inte ensam
- 1982 – Klippet
- 1983 – Kom igen, nu'rå!
- 1983 – Den tredje lyckan
- 1983 – Profitörerna (TV-serie)

## Teater

### Roller (ej komplett)
| År   | Roll | Produktion                        | Regi             | Teater     |
| ---- | ---- | --------------------------------- | ---------------- | ---------- |
| 1984 |      | Emil i Lönneberga Astrid Lindgren | Staffan Götestam | Göta Lejon |

### Fotnoter
1. 1 2  ”Christer Jonsson”. Svensk Filmdatabas. http://www.sfi.se/sv/svensk-filmdatabas/Item/?type=PERSON&itemid=70935&iv=BIOGRAPHY. Läst 2 juli 2012.
2. ↑  SvenskaGravar
3. ↑  ”Teaterannons”. Dagens Nyheter:  s. 52. 18 februari 1984. http://arkivet.dn.se/arkivet/tidning/1984-02-18/47/52. Läst 17 september 2016.